# رابرت فیشل

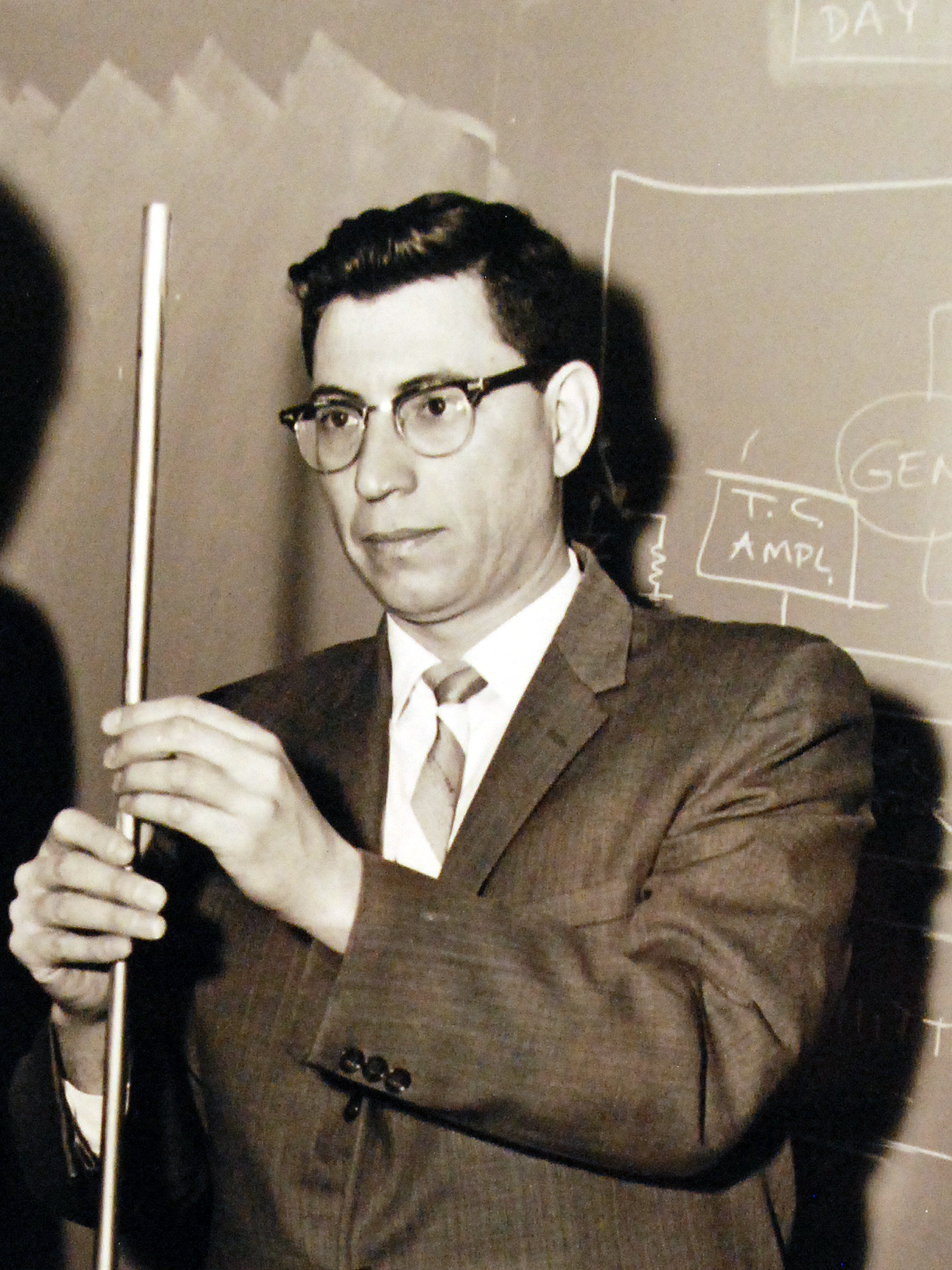

 رابرت فیشل (انگلیسی: Robert Fischell؛ زاده ۱۹۳۰) یک فیزیک‌دان اهل ایالات متحده آمریکا است.